# Квинт Юний Блез (консул 10 г.)
Вижте пояснителната страница за други личности с името Квинт Юний Блез.
Квинт Юний Блез (на латински: Quintus Iunius Blaesus; † 31 г.) e политик и сенатор на ранната Римска империя през началото на 1 век.

## Биография
Блез е половин брат на Коскония Лентули Малигуненсис Галита и така е чичо на преторианския префект Луций Елий Сеян. Той става първият сенатор от фамилията си Юнии – Блез.
Блез първо e проконсул на провинция Сицилия. През 10 г. е избран за суфектконсул заедно със Сервий Корнелий Лентул Малугиненсис. След няколко години става управител на провинция Панония и командва три легиона. Неговият син е при него военен трибун. През 14 г. прекратява с Юлий Цезар Друз, Луций Сеян и два кохорта, бунтовете на легионите.
От 21 до 23 г. той е проконсул на провинция Африка, където се бие успешно заедно с племенника си Сеян против нумидийския вожд Такфаринат и пленява брат му. След това Тиберий го награждава с триумф и разрешава на войниците да го поздравяват като император.
През 31 г. племенникът му Луций Елий Сеян е осъден и убит за държавно предателство и кариерата на Блез е прекратена.

## Деца
Блез е баща на двама сина, които се самоубиват, накърнени от Тиберий, през 36 г.:
- Квинт Юний Блез (суфектконсул 28 г.)[5]
- Квинт Юний Блез (суфектконсул 26 г.)[5]